# Geolycosa shinkuluna
Geolycosa shinkuluna este o specie de păianjeni din genul Geolycosa, familia Lycosidae, descrisă de Roewer, 1960.
Este endemică în Congo. Conform Catalogue of Life specia Geolycosa shinkuluna nu are subspecii cunoscute.